# Luis Huete
Luis Maria Huete (ur. 1956) – hiszpański wykładowca akademicki, profesor IESE Business School.  

## Życiorys
Po ukończeniu studiów na wydziale prawa Uniwersytetu Nawarry uzyskał doktorat na Boston University oraz MBA IESE Business School (Barcelona). Od 1982 jest wykładowcą IESE Business School. Wykładał również na Harvard Business School a także regularnie prowadził zdjęcia (visiting professor) na ESMT (Niemcy), ISEM Fashion Business School oraz Deusto Business School (Hiszpania). Wielokrotnie gościł również z wykładami w Polsce.

## Życie prywatne
Żonaty, ojciec czworga dzieci.

## Publikacje
Luis Huete jest autorem licznych artykułów oraz 12 książek z dziedziny zarządzania.